# Iglesia de San Roque (Tarija)
La Iglesia de San Roque es un templo católico que se encuentra en la ciudad de Tarija, Bolivia. En 2016 fue declarada patrimonio histórico, religioso y cultural del departamento de Tarija.

## Historia
La Iglesia de San Roque se ubica en la intersección de las calles General Trigo con Fray Manuel Mingo. Está consagrada a San Roque, patrón de los enfermos de peste y protector de los viajes.
La Iglesia de San Roque es considerada una de las más antiguas de Tarija. En un texto publicado en 1791, escrito por el Fray Manuel Mingo, ya se señala la existencia del templo religioso. De igual modo, se hace referencia a la iglesia en una carta de Gregorio Aráoz de La Madrid al General Belgrano escrita en 1817.
Actualmente, la iglesia de San Roque funciona como punto central de la fiesta que lleva el mismo nombre y que se celebra cada año en los meses de agosto y septiembre. La fiesta termina con una procesión en la que se lleva en andas la figura de San Roque a la Iglesia.

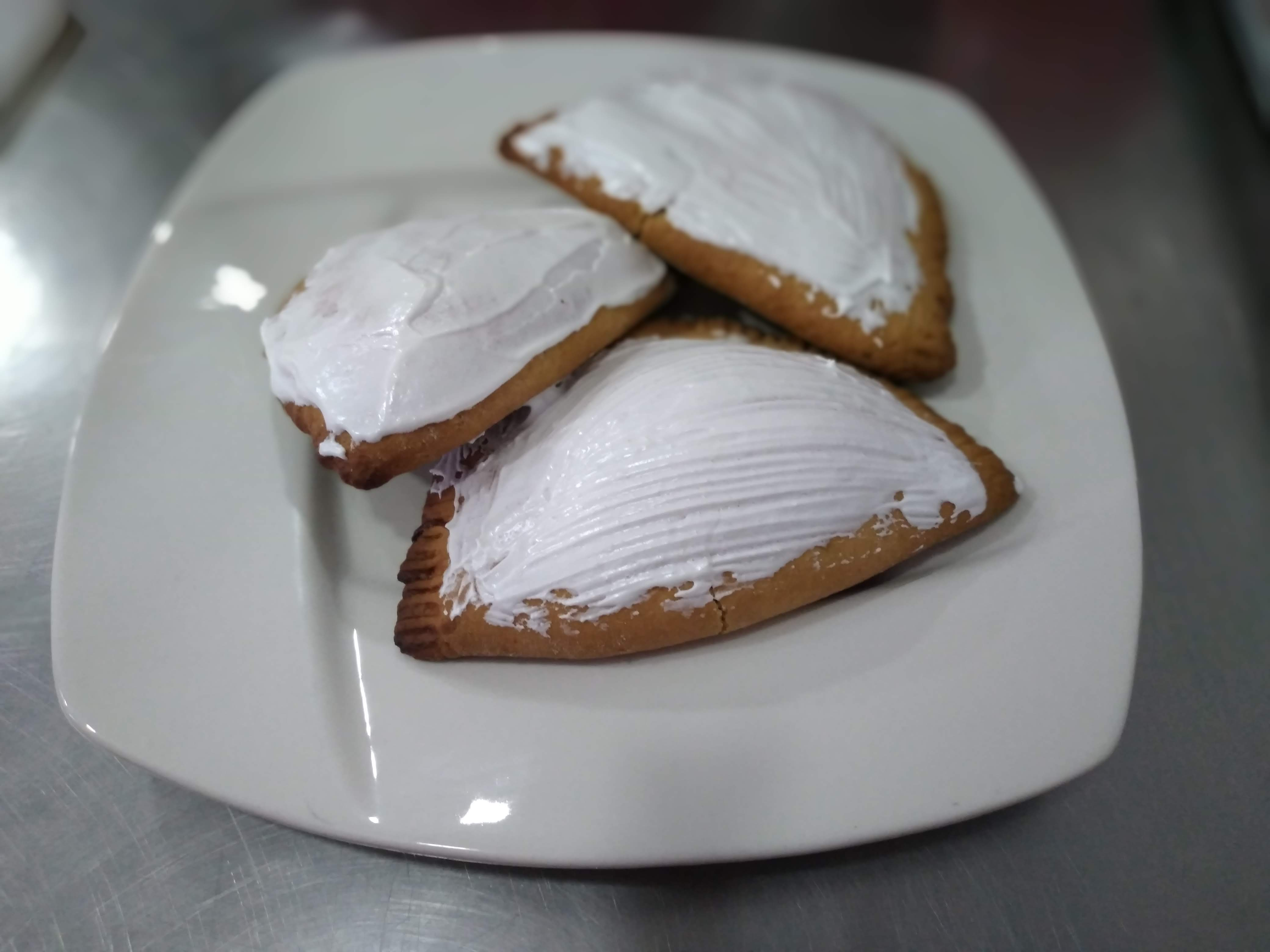
Empanada de lacayote que tradicionalmente se vende en las gradas de la iglesia

El templo también es conocido porque en su frontis se venden las tradicionales empanadas de lacayote.

## Características arquitectónicas
La construcción de la Iglesia se realizó en el siglo XVIII, durante la época colonial. La edificación se construyó con piedra y adobe. Su fachada guarda detalles barrocos. En su interior se encuentra un altar mayor esculpido en madera policromada que cuenta la vida y milagros de San Roque.

## Declaración patrimonial y trabajos de refacción
En 2016 la Iglesia de San Roque fue declarada patrimonio histórico, religioso y cultural del departamento de Tarija mediante la Ley departamental N.° 146 en la gestión del gobernador Adrián Oliva.  En el año 2023 se culminó una refacción y remodelación de los interiores y exteriores de la iglesia, durante la gestión del gobernador Oscar Montes,quien ordenó estos trabajos para que coincidieran con la denominada Fiesta Grande de Tarija o Fiesta de San Roque.